# スタヴァンゲル
スタヴァンゲル（Stavanger ノルウェー語発音: [stɑˈʋɑŋər] ( 音声ファイル)）は、ノルウェーの都市でローガラン県の県都。人口は約13万人。スタヴァンガーとも表記する。

## 地勢・産業
北海沿岸に位置する港湾都市。市街地は南に隣接するサンドネス市と一体化しており、都市圏としては国内3位に位置する。北海油田に近いため石油産業が発展した。そのほか、魚の缶詰工業なども盛ん。郊外にスタヴァンゲル空港がある。

## 歴史
12世紀、スタヴァンゲル大聖堂が建てられ司教座がおかれた。15世紀に都市特権を得た。かつてアメリカへ移住する人々は、スタヴァンゲル港から出発した。1960年代より北海油田の開発が進んだことにともない、急速に人口が増加していった。石油会社エクイノールの本社があり、1999年にはノルウェー石油博物館も建てられた。
2008年の欧州文化首都に選ばれた。

## スポーツ
ヴァイキングFKがスタヴァンゲルを本拠地とするサッカークラブチームで、ノルウェー・プレミアリーグに所属している。8度のリーグ優勝を果たした名門だが、1991年より優勝から遠ざかっている。ホームスタジアムはバイキング・スタディオン。

## 姉妹都市
- ナーブルス、パレスチナ
- ユヴァスキュラ、フィンランド
- アバディーン、スコットランド

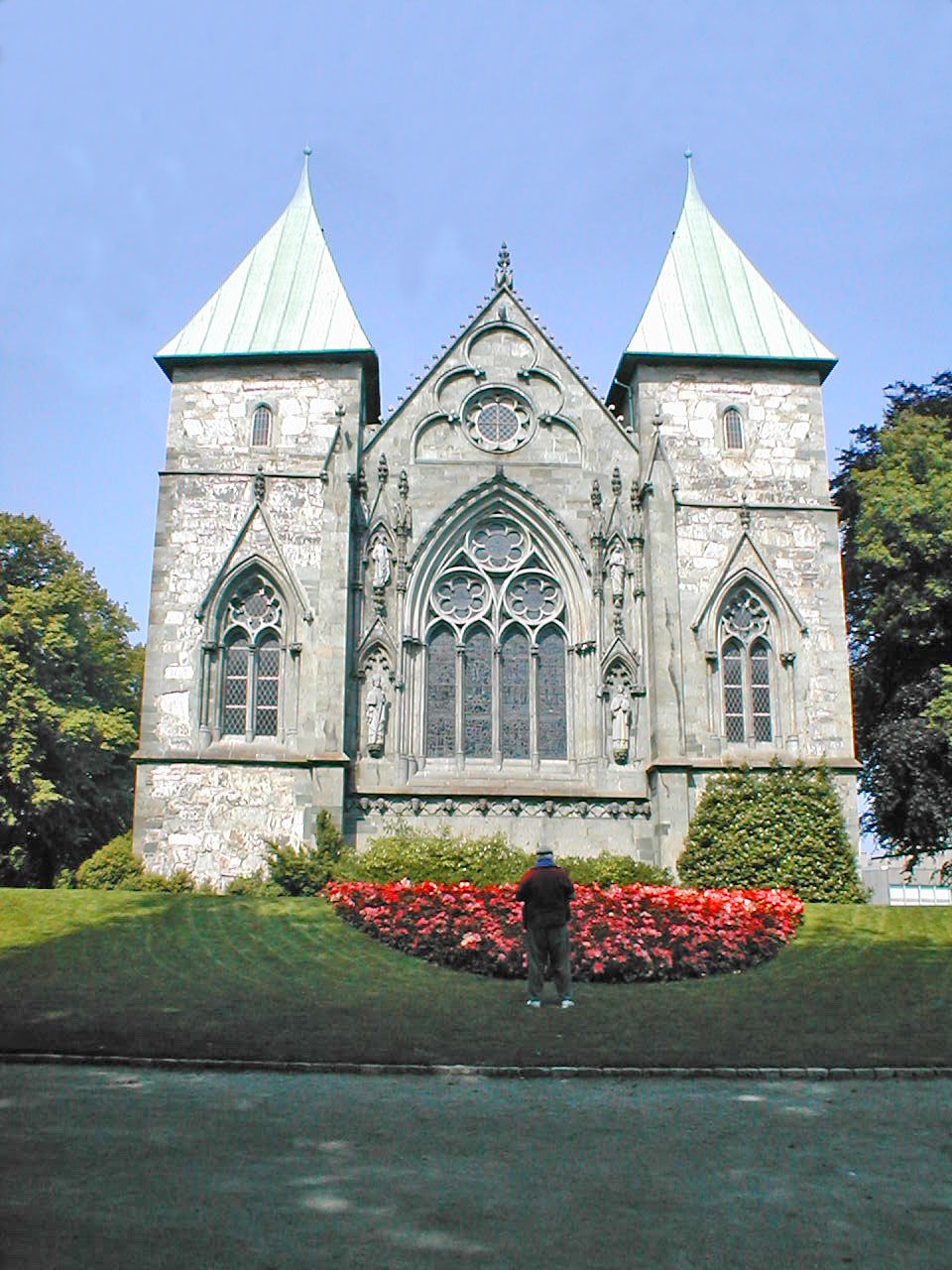
スタヴァンゲル大聖堂

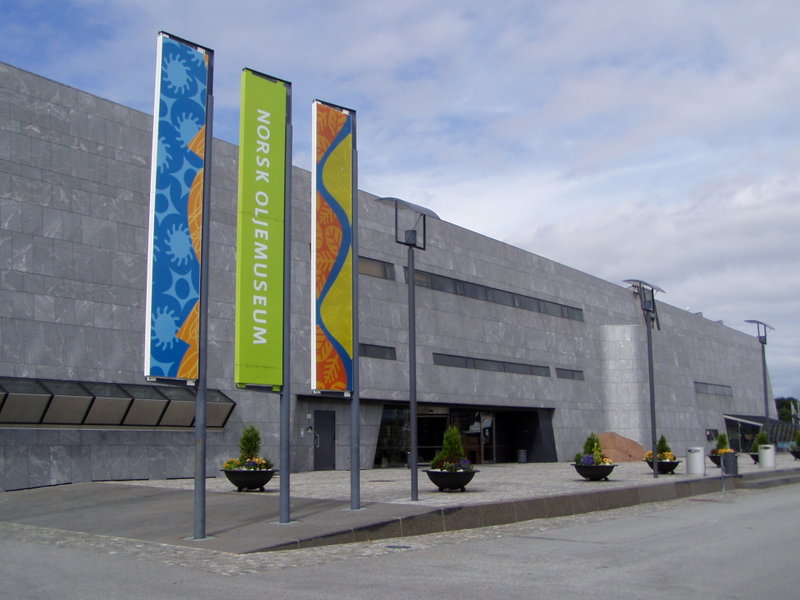
ノルウェー石油博物館